# Drepani (biologia)

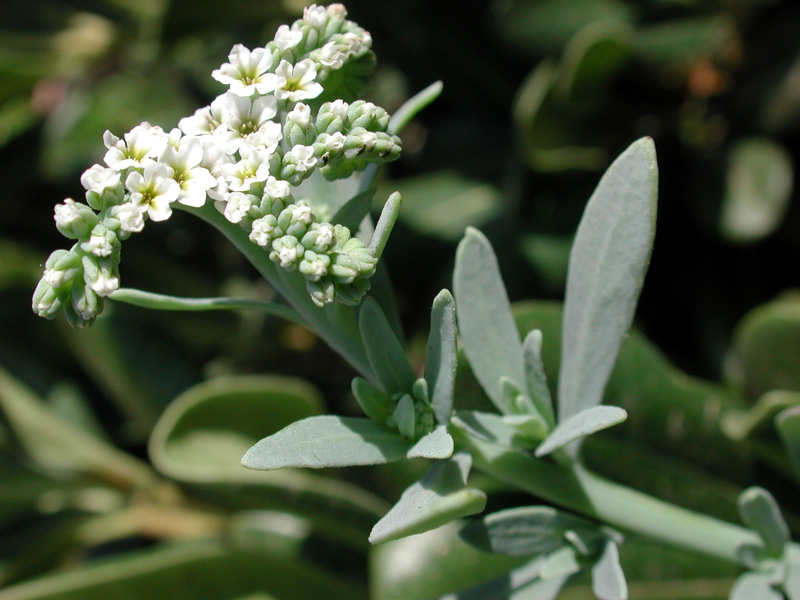
Inflorescència en drepani en Heliotropium sp.

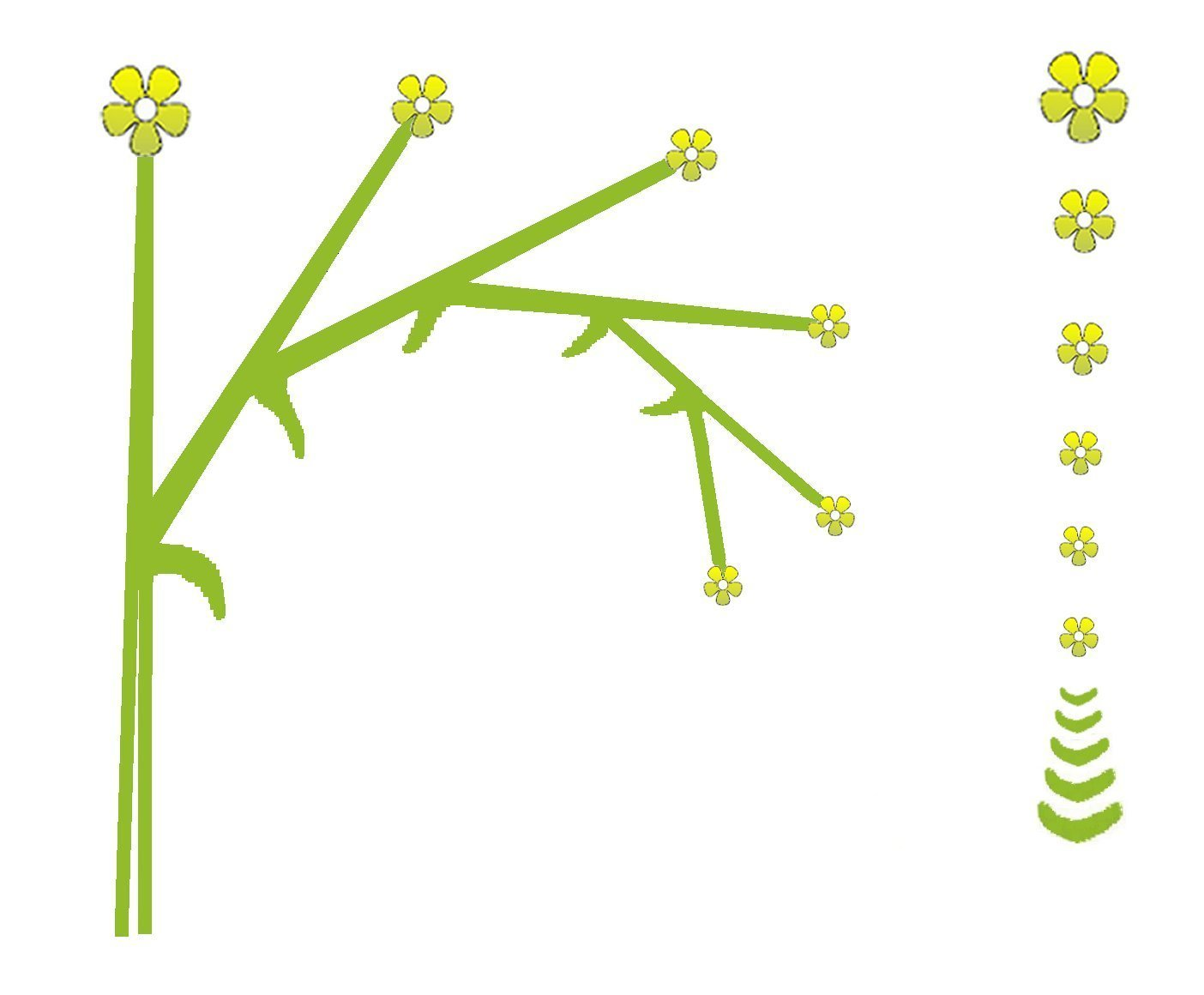
Esquema del drepani

En botànica, drepani fa referència a un tipus d'inflorescència caracteritzada per ser un monocasi escorpioide amb les branques laterals situades en un mateix pla. D'aquesta manera, si totes les flors provenen del mateix costat, el conjunt es cargola com la cua d'un escorpí. És típic en algunes boraginàcies i un bon exemple és el gènere Heliotropium.